# Sega GT
 (février 2024).
Si vous disposez d'ouvrages ou d'articles de référence ou si vous connaissez des sites web de qualité traitant du thème abordé ici, merci de compléter l'article en donnant les références utiles à sa vérifiabilité et en les liant à la section « Notes et références ».
Sega GT est un jeu vidéo de course automobile développé par Sega Wow sur Dreamcast. Il est sorti en Europe en décembre 2000 et devait faire concurrence au Gran Turismo 3 de la PlayStation 2.
Malgré un succès mitigé dû à des avis partagés, Sega GT a connu une suite en 2002 sur Xbox nommée Sega GT 2002. Sega GT 2002 est ensuite devenu Sega GT Online en 2003, toujours sur Xbox.
Fait notable, la version Dreamcast de Sega GT a été portée sur PC en 2002 plutôt que la version Xbox. Cette dernière n'a pas connu beaucoup de succès.